# Eisenarsenide
Eisenarsenide sind chemische Verbindungen zwischen Eisen und Arsen. Teilweise werden auch andere Verbindungen mit weiteren Elementen zu diesen gerechnet. Dazu gehört zum Beispiel eine Klasse von Hochtemperatursupraleitern, wie zum Beispiel BaFe2As2 und 122-Eisenarsenid-Supraleiter.
Eisenarsenide finden sich in der Natur als Mineral Löllingit (FeAs2), Westerveldit (FeAs) und Ferroskutterudit (FeAs3).

## Eigenschaften
Die Komponentenelemente bilden vier Verbindungen, nämlich das tetragonale Fe2As, das nur oberhalb von 824 °C existente Fe3As2, das orthorhombische FeAs mit Manganphosphid-Struktur und das orthorhombische FeAs2. Die Existenz von reinem FeAs3 gilt nicht als gesichert, da das Phasendiagramm dieses nicht zeigt. Das entsprechende Mineral Ferroskutterudit zeigte bei chemischen Analysen eine Zusammensetzung, die neben Eisen noch einen großen Anteil an Cobalt und geringe Mengen an Nickel und Schwefel enthielt (zum Beispiel Fe0,600Co0,394Ni0,002As2,888S0,116). FeAs2 ist ein diamagnetischer Halbleiter mit einer Bandlücke von 0,22 eV.
| Gefahrensymbol | Gefahrensymbol |

| Gefahrensymbol | Gefahrensymbol |

| keine Einstufung verfügbar |

| Gefahrensymbol | Gefahrensymbol |

## Darstellung
Die Eisenarsenide FeAs und FeAs2 können durch Elektrolyse von Schmelzen aus Eisen(III)-oxid oder Eisen(III)-chlorid und Alkalimetallarsenaten dargestellt werden. Auch die direkte Synthese aus den Elementen ist möglich.